# Stronger (Kate Ryan)
Stronger è il secondo album discografico in studio della cantante belga Kate Ryan, pubblicato il 26 marzo 2004 in Europa e nel 2005 negli Stati Uniti.

## Tracce
1. Another Day – 4:43 (Andy Janssens, Phil Wilde, Steven Tracey)
2. Only If I – 3:52 (Jeanette Olsson, Niclas Kings, Niklas Bergwall)
3. Je lance un appel – 4:04 (Phil Wilde, Marc Gilson)
4. The Promise You Made – 3:28 (Peter Kingsbery)
5. Hands Up – 3:43 (Kate Ryan, Andy Janssens, Phil Wilde, Steven Tracey)
6. I Like the Way – 3:42 (Kate Ryan, Andy Janssens, Phil Wilde, Steven Tracey)
7. Scream & Shout – 4:25 (Kate Ryan, Andy Janssens, Phil Wilde, Steven Tracey)
8. Can You Fix This? – 4:04 (Kate Ryan, Andy Janssens, Phil Wilde, Wanda Walker Janssens)
9. Start Me Up – 3:33 (Kate Ryan, Andy Janssens, Phil Wilde, Steven Tracey)
10. Hurry Up – 3:14 (Kate Ryan, Andy Janssens, Phil Wilde)
11. The Rain – 3:21 (Kate Ryan)
12. We Belong Together – 3:56 (Kate Ryan, Andy Jansenss)
13. Hard to Reveal – 4:09 (Kate Ryan, Andy Janssens, Phil Wilde, Wanda Walker Janssens)
14. Goodbye – 3:42 (Kate Ryan, Phil Wilde)